# Monumentul Stâlpii Împușcați

Monumentul Stâlpii Împușcați din Cluj-Napoca

Monumentul Stâlpii Împușcați din Cluj-Napoca (plăci comemorative)

Monumentul Stâlpi Împușcați din Cluj-Napoca este amplasat lângă intersecția Pieței Unirii cu strada Napoca, vizavi de fostul hotel Continental, în fața Palatului Rhédey. În timpul revoluției din 1989, la Cluj-Napoca au murit 26 de oameni, dintre care 13 în Piața Unirii. Alte 57 de persoane au fost rănite, din care 28 în aceeași piață. 
Opera sculptorului Liviu Mocan „Stâlpi împușcați” amintește martiriul acestora. Realizat în anul 2003, monumentul este alcătuit din 7 piese cilindrice, de 2,5 - 3,5 m înălțime, fiecare din acestea purtând urmele simbolice ale unor gloanțe. Lângă cele 7 piese cilindrice sunt amplasate două plăci de bronz pe care au fost încrustate numele celor 13 victime.